# Leptosibylla gracilis
Leptosibylla gracilis är en bönsyrseart som beskrevs av Roger Roy 1996. Leptosibylla gracilis ingår i släktet Leptosibylla och familjen Sibyllidae. Inga underarter finns listade i Catalogue of Life.